# Lee Elijah
Lee Elijah (이엘리야?, I Elli-aLR, Yi ElriyaMR; Changwon, 19 febbraio 1990) è un'attrice sudcoreana.

## Biografia
Lee è nata in una famiglia protestante, e il suo nome è un omaggio al profeta Elia. Durante l'infanzia ha imparato equitazione, taekwondo, balletto e musica vocale. Ha cominciato a recitare mentre studiava al Seoul Institute of the Arts.
Ha esordito nel 2013 con un ruolo da protagonista nella serie televisiva in costume Basketball, a cui sono seguite parti secondarie fino al 2020, quando è stata scritturata per interpretare la protagonista di Mobeomhyeongsa. Nel frattempo è apparsa nel suo primo film, la commedia romantica Neo-ui yeojachin-gu (2019).

## Filmografia

### Cinema
- Neo-ui yeojachin-gu (너의 여자친구?), regia di Lee Jang-hee (2019)
- Bohoja (보호자?), regia di Jung Woo-sung (2022)

### Televisione
- Basketball (빠스껫 볼?) – serie TV (2013)
- Cham joh-eun sijeol (참 좋은 시?) – serie TV (2014)
- Dor-a-on Hwang Geum-bok (돌아온 황금복?) – serie TV (2015)
- Yeong-ungdeul (영웅들?) – serie TV (2015-2016)
- Hamburo aeteuthage (함부로 애틋하게?) – serie TV (2016)
- Ssam, my way (쌈, 마이웨이?) – serie TV (2017)
- Jag-eun sin-ui a-ideul (작은 신의 아이들?) – serie TV (2018)
- Ms. Hammurabi (미스 함무라비?) – serie TV (2018)
- Hwanghu-ui pumgyeok (황후의 품격?) – serie TV (2018-2019)
- Chief of Staff (보좌관?) – serie TV (2019)
- Mobeomhyeongsa (모범형사?) – serie TV (2020)
- Nar-ara gaecheon-yong (날아라 개천용?) – serie TV (2020)
- Mikki (미끼?) – serie TV (2023)